# Музичка нотација
Музичка нотација је систем знакова и симбола који се користе за визуелно представљање музике. Она омогућава композиторима да запишу своје музичке идеје на начин који извођачи могу да прочитају, интерпретирају и репродукују, као и да се музичка дела сачувају за будуће генерације. Данас је најраспрострањенији систем стандардна западна линијска нотација, која се развијала вековима у Европи.
Постоје и други системи нотације који се користе за специфичне инструменте, жанрове или сврхе.

## Дефиниција и сврха
Основна сврха музичке нотације је да премости јаз између звучног феномена музике и визуелног записа. Она служи да што прецизније забележи основне параметре музичког тока:
- Висина тона: Колико је тон висок или низак.
- Трајање тона: Колико дуго тон траје.
- Ритам: Организација трајања тонова и пауза у времену.
- Темпо: Брзина извођења музике.
- Динамика: Јачина или гласноћа звука.
- Артикулација: Начин на који се тонови изводе (повезано, одсечно, наглашено итд.).
- Боја тона (тембр): Иако се теже прецизно нотира, неки знаци могу указивати на жељени инструментални или вокални квалитет звука.

Нотација омогућава:
- **Комуникацију:** Преношење композиторових замисли извођачима.
- **Очување:** Трајно бележење музичких дела.
- **Анализу:** Проучавање структуре и садржаја музике.
- **Учење:** Олакшава учење свирања, певања и разумевања музике.
- **Координацију:** Омогућава већем броју извођача (у оркестру, хору, камерном ансамблу) да истовремено и усклађено изводе сложена дела.

## Историјски развој
Музичка нотација је прошла дуг развојни пут:
- Ране нотације: Знаци за бележење музике постојали су у старој Грчкој и другим древним цивилизацијама, али су углавном изгубљени или недовољно познати. У европском средњем веку, за бележење грегоријанског корала коришћене су неуме. То су били знаци изнад текста који су указивали на приближан смер кретања мелодије, али не и на тачну висину или трајање тонова.[1]
- Развој линијског система: Кључни корак ка прецизнијем бележењу висине тона било је увођење једне или више линија. Гвидо Аретински (око 991–пос. 1033) сматра се заслужним за увођење система са четири линије и кључева, што је омогућило јасно дефинисање интервала и лакше учење мелодија.[1] Касније је систем проширен на пет линија, што је основа данашњег линијског система.
- Мензурална нотација: Од 13. века па надаље, развија се систем мензуралне нотације који је омогућио прецизно бележење трајања тонова и пауза, што је било неопходно за развој вишегласне музике (Полифонија). Различити облици нота имали су тачно одређене временске вредности.[2]
- Нотација у бароку и класицизму: Систем се даље стандардизује. Уводе се тактне црте, јасније се дефинишу ознаке за такт, тонанитет, динамику и темпо. Нотација постаје слична данашњој.
- Модерна нотација (19. и 20. век): Долази до даљег усложњавања и додавања бројних ознака за финије нијансе у извођењу (артикулација, агогика, специфични ефекти). У 20. веку, са појавом авангардне музике, јављају се и нови, неконвенционални системи нотације (нпр. графичка нотација).

## Елементи савремене линијске нотације
Стандардна западна нотација користи следеће основне елементе:
- Линијски систем: Скуп од пет паралелних хоризонталних линија и четири празнине између њих, на којима се бележе ноте.
- Кључеви: Знаци на почетку линијског система који одређују апсолутну висину нота на линијама и у празнинама. Најчешћи су Г-кључ (виолински), Ф-кључ (бас-кључ) и Ц-кључ (алт и тенор кључ).
- Ноте: Симболи који означавају висину тона (одређену положајем на линијском систему) и трајање тона (одређено обликом ноте: пуна нота, половина, четвртина, осмина, шеснаестина итд., као и тачком иза ноте или луком).
- Паузе: Знаци који означавају тишину одређеног трајања, а одговарају трајањима нота.
- Тактица / Тактна црта: Вертикална црта која дели линијски систем на тактове. Такт је основна метричка јединица.
- Ознака за такт: Разломак на почетку композиције (или при промени такта) који одређује метар – број тактових делова у такту (бројилац) и јединицу бројања (именилац).
- Предзнаци: Повисилице (#) или снизилице (♭) на почетку линијског система (иза кључа) које одређују тоналитет композиције (који су тонови стално повишени или снижени).
- Акцидентали (случајни предзнаци): Знаци (#, ♭, {\displaystyle \natural } - разрешница) који се пишу испред појединачних нота и привремено (до краја такта) мењају њихову висину.
- Ознаке за динамику: Упутства за јачину извођења (нпр. p - piano/тихо, f - forte/гласно, crescendo - постепено појачавање, decrescendo/diminuendo - постепено утишавање).
- Ознаке за темпо: Упутства за брзину извођења (нпр. речима: Adagio, Andante, Allegro; или метрономском ознаком: нпр. Рашчлањивање није успело (непозната функција „\quarter“): {\displaystyle \quarter = 120}
).
- Ознаке за артикулацију: Симболи који указују на начин извођења тона (нпр. staccato - одсечно, legato - повезано, акценат >).
- Други симболи: Постоји велики број других знакова који дају додатна упутства извођачу: лукови (спојнице трајања или легато лукови), фермата (задржавање тона), украси (трилери, предудари), ознаке за понављање (репетиција, da capo, dal segno), ознаке за октаву (8va) итд.

## Други нотни системи
Поред стандардне линијске нотације, постоје и други системи:
- Табулатура (Таблатура): Графички систем који не показује директно висину тона, већ позицију прстију на инструменту (најчешће за трзалачке жичане инструменте попут гитаре, лауте, али и за хармонику или усну хармонику).
- Графичка нотација: Користи се у авангардној и експерименталној музици 20. и 21. века. Уместо прецизних симбола, користи цртеже, дијаграме, апстрактне знаке или текст како би инспирисала или усмерила извођача, често остављајући велики простор за импровизацију и интерпретацију.
- Неуме: Историјски систем коришћен у средњем веку за бележење црквене музике.
- Lead sheet: Поједностављена нотација коришћена у џезу и популарној музици. Обично садржи само мелодију, текст песме и акордске симболе изнад мелодије као основу за хармонску пратњу и импровизацију.
- Брајева музичка нотација: Систем рељефних тачака који омогућава слепим и слабовидим особама читање музике.

## Функција и ограничења
Музичка нотација је моћно средство за комуникацију и очување сложених музичких идеја. Она омогућава прецизно дефинисање многих аспеката музике. Међутим, ниједан нотни систем не може забележити све нијансе живог извођења. Елементи као што су фина агогика (ситне промене темпа), прецизна боја тона, суптилна динамика и индивидуална интерпретација извођача често остају изван домена онога што се може прецизно записати. Због тога је улога извођача као интерпретатора увек кључна.